# Breath of Time
Breath of Time ist ein Musikalbum von Eric Plandé und Barre Phillips. Die am 6. und 7. Januar sowie am 20. und 21. Mai 2015 im Studio Alhambra-Colbert in Rochefort-sur-Mer entstandenen Aufnahmen erschienen im September 2016 auf dem deutschen Label Jazzwerkstatt.

## Hintergrund
Seit 1971 traf sich der Bassist Barre Phillips zu einer Reihe von auf Tonträger festgehaltenen Duo-Begegnungen, zunächst Music from Two Basses mit Dave Holland und dann mit weiteren Bassisten wie Peter Kowald, Barry Guy, Joëlle Léandre, Joscha Oetz, aber auch anderen Musikern wie Derek Bailey, Joe Morris, René Bottlang, Biggi Vinkeloe (Maghzen), Vinny Golia (The Ethnic Project) oder Giancarlo Nino Locatelli (Danze degli Scorpioni). 2015 kam es zu mehreren Begegnungen mit dem Saxophonisten Eric Plandé, um gemeinsam 13 kurze Stücke zu improvisieren, die unter dem „durchaus gewagten“ – so Hans-Jürgen Linke in seinen Linernotes – Titel Breath of Time veröffentlicht wurden.

## Titelliste
- Eric Plandé & Barre Phillips: Breath of Time (Jazzwerkstatt jw 175)[3]

1. Genesis	3:32
2. Sweet Transe	2:57
3. Sigh	4:26
4. Free Electron	2:44
5. Lunatic Star	3:01
6. Breath of Time	5:04
7. The Infinite Sky	5:52
8. Black Hole	6:28
9. Cry	3:06
10. Thunder	2:26
11. Behind Your Eyes	5:53
12. Tears of Freedom	5:27
13. Rebirth	2:23

## Rezeption
Nach Ansicht von Franpi Barriaux, der das Album im Magazin Citizen Jazz rezensierte, sei die Zärtlichkeit und Eleganz des Austauschs das, was einem zuerst beim Hören auffällt. Phillips sei wie immer tiefgründig und ernst, sowohl distanziert, wenn er die tiefsten Lagen des Kontrabasses aufsucht, als auch furchtbar präsent, unausweichlich, monolithisch. Diese Begegnung habe etwas Fleischliches, Würziges. Plandé und Phillips würden einander berühren und ihre Instrumente mit aller möglichen Körnung spielen lassen, „um die Illusion einer den Objekten spezifischen Seele zu vermitteln“. Die Stücke seien kurz, es handle sich nicht um Miniaturen oder Lieder, vielmehr um Momentaufnahmen von Elementen, Details, die zusammen einen Sinn ergeben („Free Electron“). Es sei dieser „Atem der Zeit“, der sich durch dieses wunderschöne Album zieht, dieser notwendige Atem, der den Dingen Bedeutung und Erleichterung verleiht; Eric Plandé und Barre Phillips würden als Entdecker handeln.
Nach Thomas Fitterling, der das Album für Rondo besprach, haben Phillips und Plandé unter dem bedeutungsschillernden Titel Breath of Time dreizehn „hinreißende Miniaturen“ eingespielt. Es sei faszinierend, wie beide ihr eigenes Ding verfolgen und wie sich auf wunderbare Weise die beiden Individualansätze zu stimmigen, sich gegenseitig in Bewegung haltenden Verschränkungen verdichten. Nichts sei dabei forciert, alles fließe natürlich; ohne metronomische Ausgestaltung atme die Zeit nach der Taktung eines gemeinsamen inneren Pulses. „Vollendeter kann sich Duospiel kaum ereignen.“